# Carlos Escobar (Fußballspieler, 1990)
Carlos Andrés Escobar Casarin (* 13. September 1990 in Santiago) ist ein ehemaliger chilenischer Fußballspieler. Der Abwehrspieler wurde mit Universidad de Chile zwei Mal chilenischer Meister.

## Karriere
Carlos Escobar begann seine Profikarriere 2009 bei Universidad de Chile, wo er in der Apertura 2009 in einem Spiel eingewechselt wurde und Meister wurde. Um mehr Spielzeit zu bekommen wechselte er 2010 auf Leihbasis zu San Luis, doch auch dort konnte er sich nicht durchsetzen. Nach Ablauf seines Vertrages bei Universidad de Chile schloss er sich Unión Temuco an und spielte 2013 für Deportes Concepción. 

## Erfolge
Universidad de Chile
- Chilenischer Meister: 2009-A, 2011-A